# Acaray
Acaray är en flod i Paraguay som är en biflod till Paranáfloden. Den är ca 160 km lång och avrinningsområdets yta är 10 025 km². Acaray mynnar ut i Paraná vid Ciudad del Este. Strax utanför denna stad är Acaruay dämd och där finns ett vattenkraftverk med 200 MW installerad effekt. De två första turbinerna installerades 1968 och de två senaste 1977. Sjön som bildats uppströms dammen kallas Acaraysjön.